# Sora (Kingdom Hearts)
Sora (ソラ) é um personagem fictício e o protagonista da série de jogos eletrônicos Kingdom Hearts, produzida pela Square Enix. Apresentado no primeiro jogo da série em 2002, Sora é representado como um animado adolescente que mora nas Destiny Islands e o melhor amigo de Riku e Kairi desde que eram crianças. Quando os três planejam embarcar em uma jornada para visitar outros mundos, eles são atacados e separados por criaturas conhecidas como Heartless. Enquanto os enfrenta, Sora adquire uma arma chamada Keyblade. Ele então começa a procurar por seus amigos perdidos e recebe ajuda de Pato Donald e Pateta, que estão à procura do Rei Mickey. Juntos os três protegem diversos mundos de vários vilões que ameaçam a paz dentro deles.
Sora foi criado por Tetsuya Nomura, o diretor da série e também designer de personagem, durante uma discussão entre a Square e a Disney sobre quem deveria ser o protagonista da série. Querendo um personagem original, Nomura desenhou diversos esboços de Sora até que um modelo foi aprovado pela Disney. Sora logo se tornou o personagem favorito de Nomura dentre os que ele já projetou e assim recebeu o papel de protagonista apesar de ser bastante jovem em jogos iniciais da franquia. Ele é dublado por Haley Joel Osment na versão em inglês dos jogos e por Miyu Irino na versão original japonesa. Como criança ele recebe as vozes de Luke Manriquez e Takuto Yoshinaga, em inglês e japonês respectivamente.
Sora recebeu críticas geralmente positivas devido à sua personalidade calorosa e espírito aventureiro. Seu crescimento pessoal e marcial foi alvo de vários elogios, especialmente em Kingdom Hearts II. Sora ainda foi colocado em altas posições em listas e enquetes sobre a popularidade de personagens de video game.

## Características
Sora aparece como um garoto de cabelo castanho e espetado que, quando introduzido, veste uma calça e camisa vermelhas, uma jaqueta azul, preta e branca, luvas brancas e calça um par de tênis amarelos. Ao viajar para certos mundos, a aparência de Sora é alterada pela magia de Donald para se adaptar ao ambiente local; por exemplo, ele se torna um tritão quando embaixo d'água. Em Kingdom Hearts II, onde Sora se torna está mais velho e maduro, as fadas Fauna, Flora e Primavera lhe dão novas roupas similares às suas originais, porém majoritariamente de cor preta. Em batalha, a vestimenta de Sora é alterada quando o jogador utiliza transformações chamadas "Drive Forms". A forma primária da Keyblade de Sora é a Kingdom Key (キングダムチェーン, Kingudamu Chēn, Kingdom Chain), cuja aparência é similar à de uma chave-mestra de aproximadamente 1.1 metro, com empunhadura amarela, lâmina prateada e um chaveiro de Mickey Mouse na empunhadura. Através do uso de outros chaveiros, a Kingdom Key pode assumir outras formas. Algumas "Drive Froms" permitem que Sora utilize duas Keyblades simultaneamente.
Através da série, Sora é retratado como um adolescente alegre que aprecia suas amizades e depende delas para ter força. Como resultado, muitos dos inimigos de Sora utilizam seus amigos como iscas ou reféns para enganá-lo e assim utilizarem a Keyblade para seus próprios objetivos. Apesar de inicialmente não ter sido escolhido pela Keyblade para ser seu portador e protetor dos mundos, as ações de Sora e a força de seu coração fizeram com que ele fosse escolhido sobre o candidato original, Riku.

## História
No início da série, em Kingdom Hearts Birth by Sleep, Sora é um garoto de quatro anos que vive nas Destiny Islands e passa os dias com seu melhor amigo Riku. Após Ventus, um dos personagens principais do jogo, ter seu coração seriamente ferido em uma batalha contra seu lado sombrio, seu coração encontra Sora e se estabelece dentro de seu corpo para se recuperar. Com o tempo uma garota chamada Kairi chega às Destiny Islands e se torna amiga de Sora e Riku.
Dez anos depois, no primeiro Kingdom Hearts, Sora, Riku e Kairi planejam deixar as Destiny Islands para visitar novos mundos. Contudo, eles são separados quando seu próprio mundo é atacado e destruído por criaturas das trevas chamadas Heartless. Sora chega a uma cidade conhecida como Traverse Town onde aprende que a arma Keyblade o escolheu para combater os Heartless. Ele posteriormente conhece o Pato Donald e o Pateta, dois habitantes do Disney Castle que estão à procura do desaparecido Rei Mickey. Os três se unem e viajam por diversos mundos através da nave de Donald e Pateta, a Gummi Ship. Durante a viagem, Sora aprende a utilizar sua Keyblade e em cada mundo sela o seu Keyhole, passagens que levam ao centro de um mundo, para que eles não fossem mais ameaçados pelas trevas. O trio é confrontado por uma aliança de vilões da Disney liderada por Malévola, que busca as sete Princesas do Coração para abrir o Keyhole que leva ao Kingdom Hearts, um repositório de poder e conhecimento infinito e também a fonte de todos os corações. Sora ainda encontra Riku em diversas ocasiões, que o antagoniza devido à influência de Malévola. Ao chegar na base de Malévola, Hollow Bastion, Sora a derrota e em seguida enfrenta Riku, que se encontrava possuído por um poderoso Heartless chamado Ansem. Ele revela que Kairi é uma das Princesas do Coração e que o coração dela se escondeu dentro de Sora após a destruição das Destiny Islands. Para libertar o coração de Kairi, Sora se empala com a Keyblade de Ansem, liberando tanto o coração de Kairi quanto o dele próprio e assim se transformando em um Heartless até que Kairi utiliza seus poderes para trazê-lo de volta à forma humana. Após levar Kairi para um lugar seguro, Sora e companhia confrontam Ansem até chegarem à porta para o Kingdom Hearts. Ansem abre a porta e finalmente é destruído pela luz do Kingdom Hearts. Do outro lado da porta Sora, Donald e Pateta encontram o Rei Mickey e Riku. Sora e Mickey utilizam suas Keyblades para fechá-la de cada lado e Sora, Donald e Pateta são separados de Mickey e Riku. Eles recomeçam sua busca pelos dois após a restauração dos mundos que foram destruídos por Ansem.
Em Kingdom Hearts: Chain of Memories, Sora e companhia são guiados até um castelo chamado Castle Oblivion, acreditando que Mickey e Riku estariam lá dentro. Conforme eles sobem os andares do castelo, suas memórias são manipuladas por Naminé, uma garota que é prisioneira do grupo Organization XIII, cujos membros planejam utilizar Sora e sua Keyblade para seu próprios interesses. Naminé troca as memórias que Sora tem com Kairi por falsas memórias com ela mesma, esperando que ele venha resgatá-la. Sora eventualmente descobre a verdade e após derrotar Marluxia, o chefe do castelo, pede a Naminé que restaure sua memória. Para isso é necessário que ele esqueça de todos os acontecimentos que ocorreram no castelo. Sora, Donald e Pateta aceitam a condição e são colocados em um estado de sono profundo enquanto Naminé restaura suas memórias. Durante os eventos de Kingdom Hearts 358/2 Days, Sora ainda dorme enquanto suas memórias estão sendo restauradas.
Em Kingdom Hearts II, aproximadamente um ano após Chain of Memories, Sora, Donald e Pateta finalmente despertam uma vez que o Roxas, o Nobody de Sora, funde-se a ele. Eles visitam o mestre de Mickey, Yen Sid, de quem aprendem sobre a existência dos Nobodies e da Organization XIII. O trio parte novamente para procurar Riku e o Rei Mickey, visitando novos e antigos mundos onde encontram mais membros da Organization XIII, cujo plano é revelado; utilizar Sora para destruir Heartless e assim coletar diversos corações para que eles criem um Kingdom Hearts artificial. No decorrer da história, Mickey aparece diversas vezes para auxiliar o grupo de Sora. Quando a Organization captura Kairi e a utiliza como refém para que Sora obedeça às suas ordens, ele e os outros vão até a base dos vilões, localizada no mundo The World That Never Was. Sora resgata Kairi e também se reencontra com Riku pouco antes da batalha final contra Xemnas, o líder da Organization. Juntos, Sora e Riku conseguem derrotá-lo e retornam às Destiny Islands onde se reúnem com seus amigos. Uma cena pós-créditos mostra Sora, Riku e Kairi recebendo uma carta do Rei Mickey. Kingdom Hearts coded tem como protagonista uma réplica digital de Sora criada por Mickey para desvendar uma mensagem secreta contida no diário do Grilo Falante. Através dela, Mickey descobre que Sora é a chave para salvar seus três amigos perdidos, Terra, Aqua e Ventus. Ele então manda a Sora a carta de II contando a história de seus três amigos.
Em Kingdom Hearts 3D: Dream Drop Distance, Sora e Riku são convocados por Yen Sid para realizarem o teste Mark of Mastery para se tornarem Mestres da Keyblade e se prepararem para o eminente retorno do Mestre Xehanort, o homem que originou Ansem e Xemnas. Eles são jogados no Reino dos Sonhos para restaurar mundos que haviam sido destruídos por Ansem e se desconectaram de outros mundos, entrando em um "estado de sono". Ao longo da missão eles constantemente encontram um jovem Xehanort que é acompanhado por Ansem e Xemnas. Ao fim do teste, Xemnas fere gravemente o coração de Sora e o captura para que ele fosse utilizado no plano final de Xehanort; reunir diversas versões alternativas de si mesmo através de viagem no tempo e transformar outras pessoas em clones seus até formar treze Xehanorts. Sora é resgatado por Riku e outros aliados antes que o transformassem no último clone de Xehanort e seu coração danificado é curado por Riku. Após a recuperação de Sora, somente Riku é nomeado Mestre da Keyblade. Inabalado pela sua reprovação, Sora o parabeniza e parte para continuar seu treinamento sozinho.
No curta Kingdom Hearts 0.2: Birth by Sleep – A Fragmentary Passage, Yen Sid revela que Sora perdeu a maior parte de seus poderes mesmo após ter se recuperado. Essa revelação leva a Kingdom Hearts 3, onde Sora, acompanhado mais uma vez por Donald e Pateta, viaja por antigos e novos mundos para reconquistar sua força e dominar o perigoso "poder do Despertar", que permite recuperar corações perdidos. Conforme os treze receptáculos de Xehanort se completam, Sora se reúne com Riku e Mickey para resgatar Aqua, que esteve presa nas trevas por mais de uma década. Ela em seguida guia Sora novamente ao Castle Oblivion, onde ele devolve o coração de Ventus ao seu corpo através do Despertar. Sora então se junta a Mickey, Donald, Pateta, Riku, Aqua, Ventus, Kairi e Lea para o confronto final contra Xehanort e seus seguidores. Eles inicialmente são derrotados, mas Kairi mantém Sora em segurança permitindo-o usar o Despertar para reviver todos os seus companheiros. Ao longo da luta, Sora ajuda Terra a sair do controle de Xehanort e também participa no restauração de Roxas e Xion. Na batalha final contra Xehanort, que planejava utilizar o Kingdom Hearts para recriar os mundos à sua maneira, Kairi tem seu corpo destruído. Sora, Donald e Pateta prevalecem sobre Xehanort e Sora utiliza o poder do Despertar uma última vez para restaurar Kairi, porém fazendo com que ele mesmo desaparecesse. Na cena pós-créditos do jogo, Sora é mostrado acordando em uma cidade misteriosa.

## Criação e desenvolvimento

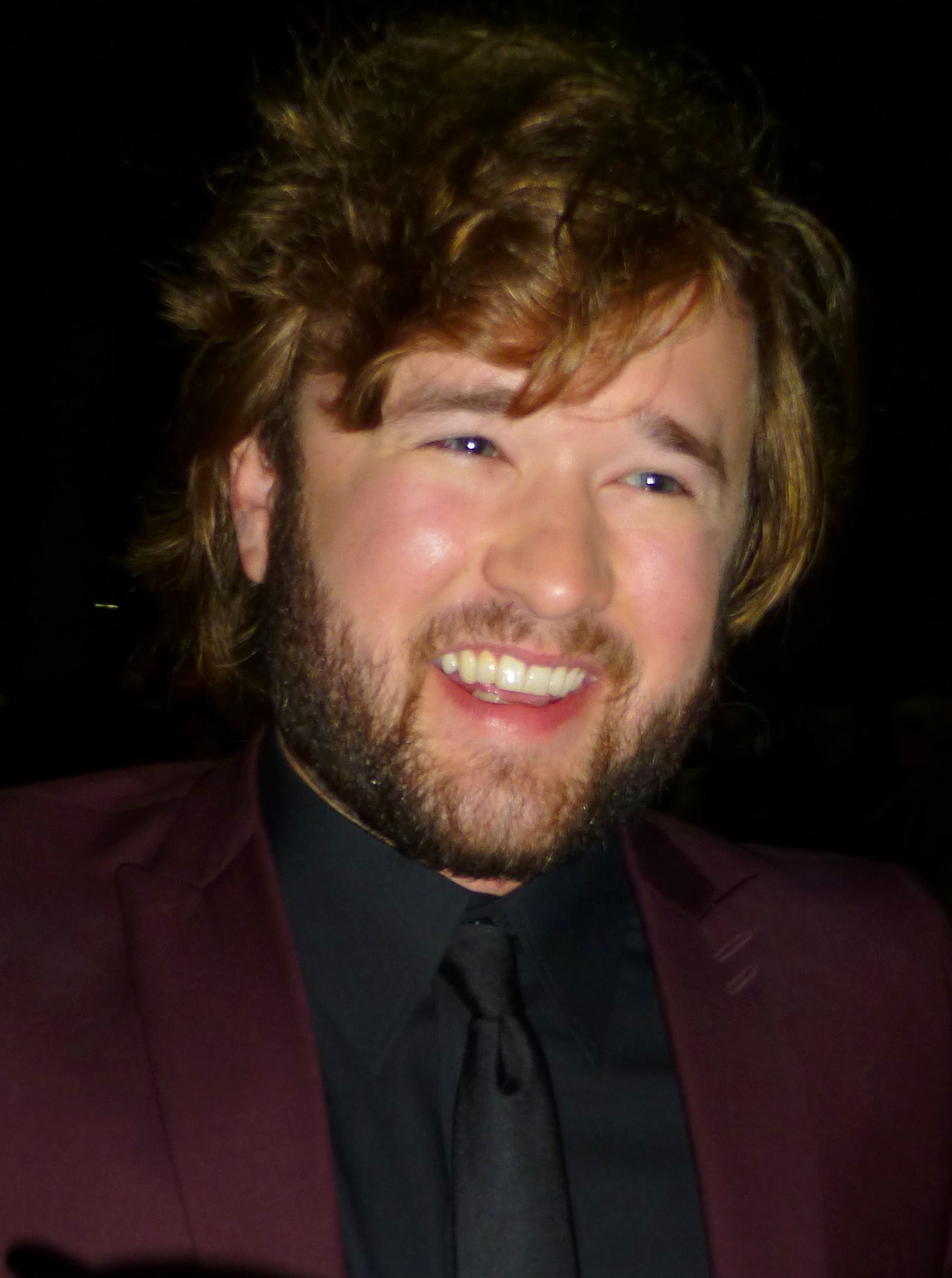
Haley Joel Osment, dublador de Sora, em 2014.

Sora foi criado por Tetsuya Nomura para ser o protagonista de Kingdom Hearts. Contudo, esse cargo inicialmente não seria dele, já que a Disney queria o Pato Donald como o personagem principal enquanto a Square queria o Mickey Mouse. Não concordando com nenhum dos lados, Nomura desenvolveu seu próprio protagonista com características de personagens da Disney, resultando na criação de Sora. Sua arma originalmente era semelhante a uma motoserra; porém a ideia foi rejeitada pela Disney e então Nomura a redesenhou em formato de chave. As vestimentas de Sora no primeiro Kingdom Hearts foram baseadas nas de Mickey, mais precisamente suas luvas brancas, short vermelho e sapatos amarelos. O personagem teria uma cauda, mas ela foi retirada do design para não ser muito semelhante ao de Zidane Tribal, protagonista de Final Fantasy IX que também tem uma cauda. Após várias discussões com funcionários da Disney, Nomura finalizou a aparência de Sora.
Um dos principais conceitos que Nomura impôs sobre o personagem de Sora é que ele é um garoto normal ao invés de uma criatura sobrenatural, mesmo ele sendo profundamente conectado a outros personagens da série. Através de Sora, Nomura quis passar aos jogadores a mensagem de que mesmo que eles não sejam pessoas importantes, eles podem ter a oportunidade de realizar ações nobres e notáveis. Essa humanidade é enfatizada no final secreto de Birth by Sleep, jogo onde Sora ainda criança auxilia um dos personagens principais, Ventus. Ainda em Birth by Sleep, durante o desenvolvimento do jogo, Nomura ponderou a ideia de Sora ser uma reencarnação de Ventus, mas devido à opiniões externas ele descartou esse cenário.
Nomura afirmou que o nome de Sora pode ser interpretado como "céu" já que seu nome, sora (空), significa céu em japonês e que esse nome também foi escolhido para simbolizar o seu papel e sua personalidade na história. A palavra também mostra seu relacionamento com Riku e Kairi, com os três nomes juntos significando "Céu, Terra e Mar". Nomura ainda descreve a personalidade de Sora como positiva, o que o permite fazer vários amigos ao longo da série. De todos os personagens que já criou, Nomura considera Sora como o seu favorito, chamando ele de "especial" por tê-lo desenvolvido através de tantos jogos.
Após a conclusão do primeiro Kingdom Hearts, Nomura se preocupou em como os jogadores se sentiriam sobre Sora estar em seu nível máximo e terem de recomeçar com o personagem mais fraco em Kingdom Hearts II. Para essa finalidade, ele desenvolveu o enredo de Chain of Memories para explicar como Sora perderia suas habilidades no Castle Oblivion. Além disso, Chain of Memories introduz o mistério das memórias de Sora sobre a cidade Twilight Town apesar de ele não ter nenhuma memória sobre o lugar. Esse fato posteriormente seria explicado em Kingdom Hearts II, com as memórias pertencendo ao seu Nobody, Roxas. O time encarregado de Kingdom Hearts II expressou dificuldade em animar Sora durante a sua transformação Valor Form devido a essa ter uma movimentação totalmente diferente das demais, exceto quando Sora anda. Após a conclusão de Kingdom Hearts II, Nomura quis dar um descanso a Sora para que pudesse focar em outros personagens da série nos jogos seguintes. Entretanto, em 2010 foi dito que Sora seria o foco do próximo título da série, Kingdom Hearts 3D: Dream Drop Distance, ao lado de um outro personagem, que mais tarde foi revelado como sendo Riku. Em resposta a rumores de que a história de Sora acabaria em Kingdom Hearts III, Nomura afirmou que Sora é o protagonista da série e dessa forma sua história acabará quando a série também acabar. Durante o desenvolvimento de Kingdom Hearts III, Nomura expressou uma preocupação se Sora deveria receber novas vestimentas ou não devido à popularidade das suas novas roupas em Kingdom Hearts II. Ele acabou por criar um novo design para o personagem já que Kingdom Hearts III é um título enumerado.

## Outras formas
- Card Form (Forma de Carta) ocorre quando Sora encontra Nobodies Jogadores controlados pelo membro número 10 da Organização XIII, Luxord, ou o próprio Luxord. Quando Sora perde contra eles num jogo de cartas, ele próprio é transformado numa carta, não podendo usar a Keyblade, magia, itens, Drives, summons ou Limits enquanto está nesta forma, e pode apenas atacar atirando-se aos inimigos até a barra Form chegar a zero.

- Dice Form (Forma de Dado) ocorre similarmente à Card Form; Sora transforma-se num dado ao perder contra um Nobody Jogador ou batalhando Luxord. Ele tem as mesmas limitações de uma carta, e o seu único ataque é rolar contra os inimigos.

Sora não pode reverter destas formas por vontade; nos dois casos, ele tem de esperar até a barra Form chegar a zero para poder voltar à sua forma regular.